# Romano Rossi
Romano Rossi (ur. 1 sierpnia 1947 w Montevarchi) – włoski duchowny katolicki, biskup Civita Castellana w latach 2008–2022.

## Życiorys
Święcenia kapłańskie otrzymał 27 czerwca 1971. Inkardynowany do diecezji Fiesole, pracował jednak na terenie diecezji rzymskiej, przede wszystkim jako wykładowca w seminarium diecezjalnym. W 1990 uzyskał inkardynację do diecezji rzymskiej i otrzymał nominację na proboszcza parafii Matki Bożej z Coromoto.
10 grudnia 2007 papież Benedykt XVI mianował go ordynariuszem diecezji Civita Castellana. Sakry biskupiej udzielił mu 12 stycznia 2008 kardynał Camillo Ruini.
11 listopada 2022 papież Franciszek przyjął jego rezygnację z funkcji biskupa diecezjalnego.